# Agyneta dynica
Espèce
Agyneta dynica est une espèce d'araignées aranéomorphes de la famille des Linyphiidae.

## Distribution
Cette espèce se rencontre au Canada au Québec, en Terre-Neuve-et-Labrador et au Yukon et aux États-Unis au Colorado,.

## Publication originale
- Saaristo & Koponen, 1998 : A review of northern Canadian spiders of the genus Agyneta (Araneae, Linyphiidae), with descriptions of two new species. Canadian Journal of Zoology, vol. 76, no 3, p. 566-583.